# Cape Leeuwin Lighthouse

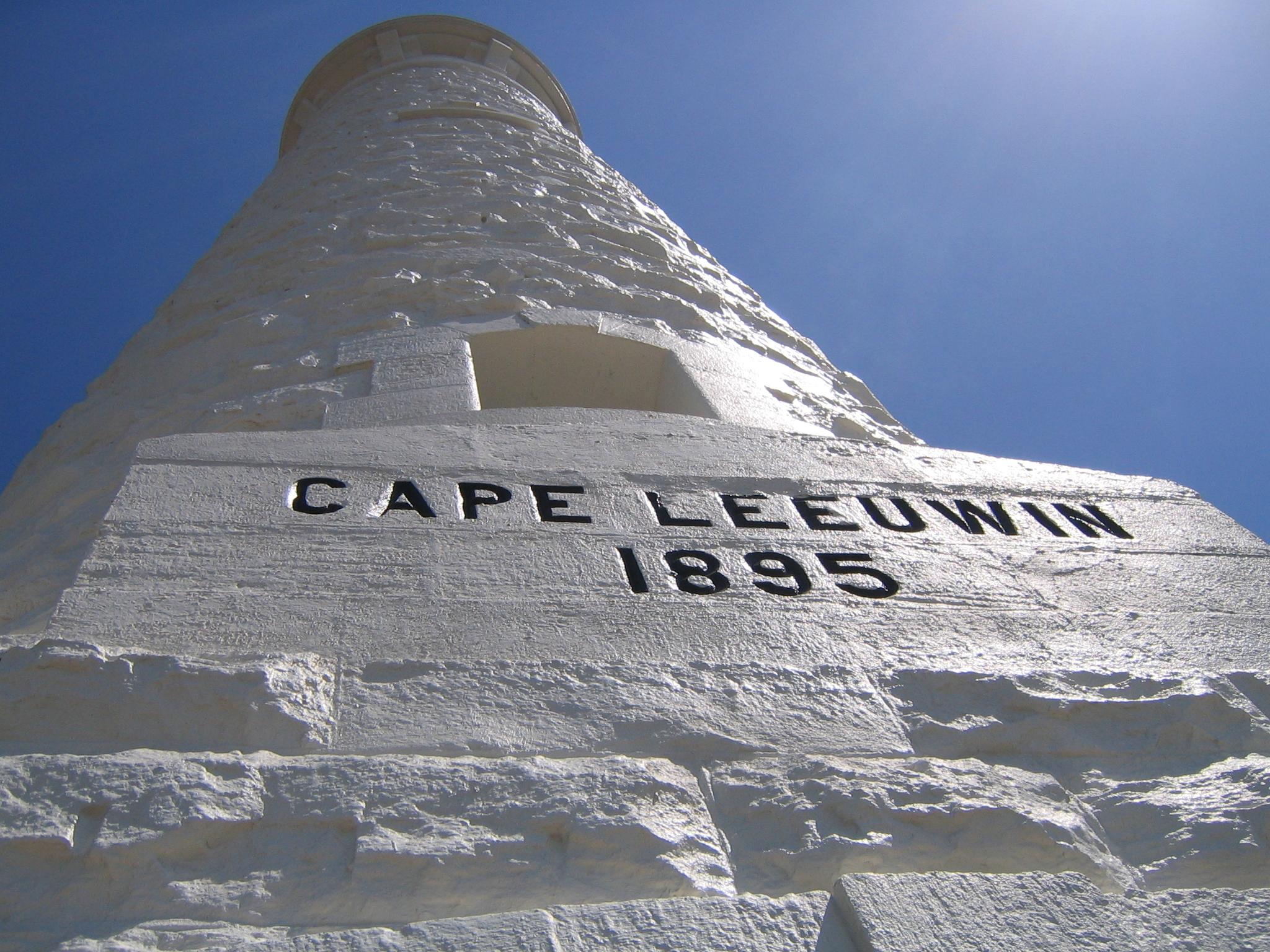
Inschrift am Turmsockel

Das Cape Leeuwin Lighthouse ist der am weitesten westlich liegende Leuchtturm auf dem Kontinent Australien. Er befindet sich an der südwestlichen Spitze des Kontinents Australien auf Cape Leeuwin.
Der Leuchtturm ist als Denkmal in die Liste des Commonwealth Heritage in Western Australia eingetragen.

## Geschichte

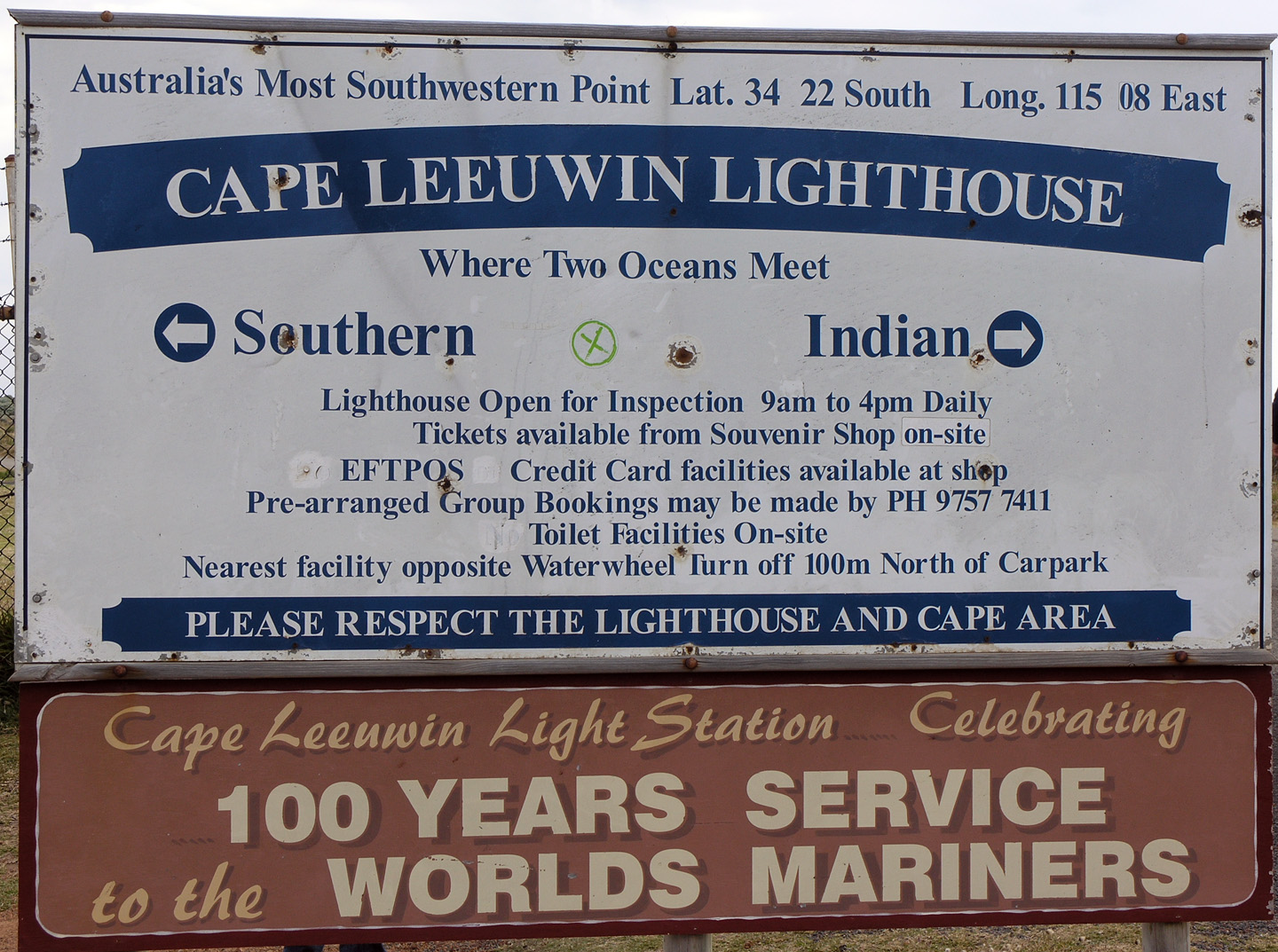
Hinweistafel auf dem Gelände des Leuchtturms

Der 39 Meter hohe Leuchtturm wurde von 1895 bis 1896 erbaut. Es hatte allerdings 15 Jahre gedauert, bis es zur Entscheidung zum Bau kam, weil Western Australia zu jener Zeit die finanzschwächste britische Kolonie auf dem australischen Kontinent war, die ein Projekt derartiger Größe nur schwer realisieren konnte. Ferner gab es statische Probleme mit der Fundamentierung, da die erforderliche Dicke und damit Festigkeit des Untergrunds nicht ausreichend war.
Ursprünglich war geplant zwei Leuchttürme zu erstellen, wovon der eine mit einem weißen und der andere mit einem roten Licht befeuert werden sollten. Obwohl die Fundamente beider Türme fertiggestellt waren, wurde dieses Konzept nicht weiterverfolgt, da von dieser Art der Befeuerung Irritationen der Schiffe erwartet wurden.
Der Leuchtturm wie auch die Häuser der Leuchtturmwärter wurden aus dem anstehenden Kalkstein hergestellt und seine Befeuerung reicht in eine Entfernung von 40 km. Der Turm hat sieben Stockwerke und 186 Stufen. Ab 1925 wurde der Leuchtturm mit Kerosin befeuert, dabei konnte seine Lichtstärke verdreifacht werden. 1955 wurde ein Funkfeuersignal eingerichtet.
Der Turm war bis 1982 bemannt, als die Kerosinbefeuerung als eine der letzten auf der Welt durch eine 1000 Watt starke Halogenlampe installiert wurde. Im September 1992 wurde das Licht automatisiert.
Auf dem Gelände befindet sich ferner eine automatisierte Wetterstation.
Obwohl Kap Leeuwin mit seinem Leuchtturm nicht der südlichste Punkt des australischen Kontinents ist, gilt es mit dem Kap der Guten Hoffnung und Kap Hoorn als eines der drei „großen“ Kaps der Südhalbkugel und symbolischer Wegpunkt für das Erreichen oder Passieren Australiens für die Hochseeschifffahrt vom oder zum offenen Indischen Ozean.

## Tourismus
Der Leuchtturm kann auf einer asphaltierten Straße über Augusta erreicht werden, ferner gibt es Touren, die das Augusta Margaret River Tourist Bureau organisiert. Eine Unterkunft für Touristen in den Wärterhäusern ist nicht möglich.